# Anilocra koolanae
Anilocra koolanae es una especie de crustáceo isópodo marino del género Anilocra, familia Cymothoidae.
Fue descrita científicamente por Bruce en 1987.

## Distribución
Esta especie se encuentra en Indonesia y el Indo-Pacífico central.